# Кейру, Виктор Джонович
Виктор Джонович Кейру (род. 31 января 1984, Ростов-на-Дону) — российский баскетболист.

## Биография

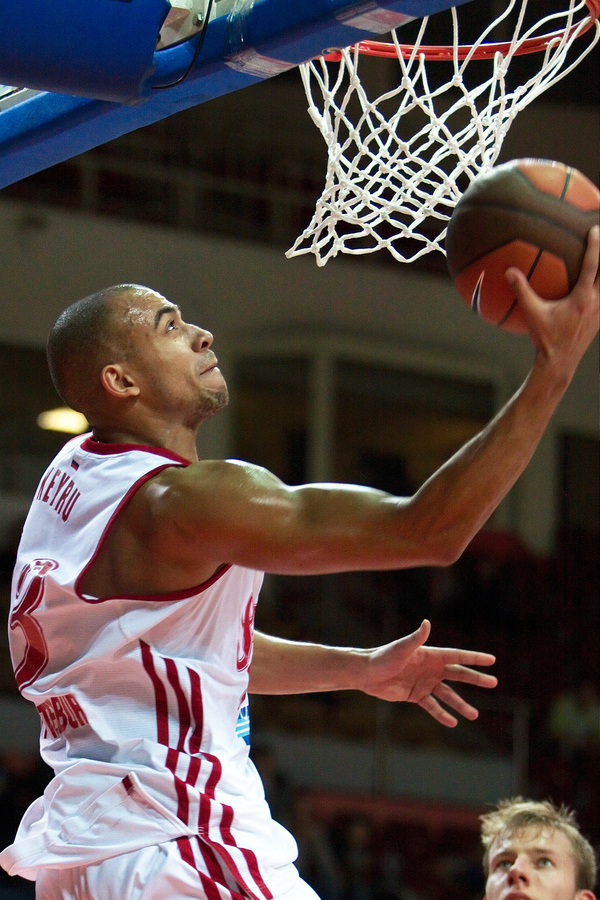
2011 год

Стал попадать в поле зрения профессиональных российских клубов начиная с конца 90-х годов, когда и начал привлекаться в юношеские сборные команды России. Начал свой профессиональный путь в Ростовской области, выступая в сезоне 2000/01 за команду первой лиги из Таганрога «Красный Котельщик». После окончания школы перешёл в казанский УНИКС и подписал контракт 2+2. Первые два сезона выступал за УНИКС-2. В 2003 году переподписал контракт с основной командой. В первой половине сезона 2003/04 был передан в аренду команде Суперлиги «Евраз» из Екатеринбурга. В конце сезона 2003/04 УНИКС вышел в финал четырёх турнира «Лиги ФИБА Европа» и призвал Кейру в свои ряды. Кейру с командой стал победителем соревнований.
По окончании сезона 2004/05 был приглашён в «Динамо» Санкт-Петербург и подписал контракт на сезон 2005/06. В межсезонье летом 2005 года находился в летнем баскетбольном лагере «Euro Camp» где вошёл в символическую пятерку. В сезоне 2005/06 в составе «Динамо» стал бронзовым призёром чемпионата России и серебряным призером Суперлиги. По окончании сезона выставил свою кандидатуру на драфт НБА, поехав в летний лагерь «Pre Draft Camp» в Орландо, но попытка задрафтоваться оказалась безуспешной.
В 2006 году подписал контракт с клубом «Спартак-Приморье», где стал одним из лидеров команды, после чего вернулся в УНИКС, где провел сезон 2007/08, став бронзовым призёром регулярного чемпионата Суперлиги и после сезона был приглашён в ЦСКА.
Дэвид Блатт включил Кейру в состав сборной России, выступавшую на Олимпийских играх 2008. В сезонах 2008/09 и 2009/10 выступал за ЦСКА, где стал двукратным чемпионом страны, обладателем Кубка России и два раза в принимал участия в финале четырёх Евролиги. После этого перешёл в московское «Динамо» где несмотря на травму, провёл успешный сезон, что позволило ему подписать двухлетний контракт со «Спартаком» СПб, в составе которого он стал участником финала четырёх «Евро Кубка УЛЕБ». Летом 2013 года подписал двухлетний контракт с клубом «Красные крылья» из Самары, где играл сезон 2013/14. После завершения карьеры снялся в кинофильме «Срочно выйду замуж» (2016).

## Личная жизнь
Отец Джон Кейру — уроженец Сьерра-Леоне, приехал в СССР в 1976 году и поступил в Ростовский инженерно-строительный институт, спустя четыре года выступил за команду Сьерра-Леоне на московской Олимпиаде в беге на 100 м. Ныне проживает на родине. У Виктора есть братья Ола (актёр), Вилли (певец) и сестра Катерина (баскетболистка).

## Достижения
- Обладатель кубка России по баскетболу: 2010.
- Чемпион Единой лиги ВТБ 2009/2010.
- Обладатель Промокубка Единой лиги ВТБ 2008.
- Чемпион России в составе ЦСКА (Москва) (2008—2009); (2009—2010).
- Чемпион Лиги ФИБА-Европа в составе УНИКСа (2003—2004).
- Серебряный призёр чемпионата России в составе УНИКСа (2003—2004).
- Бронзовый призёр чемпионата России в составе УНИКСа (2004—2005).
- Бронзовый призёр чемпионата России в составе Динамо (Санкт-Петербург) (2005—2006).

## Статистика
| Сезон                                                                                   | Команда                   | Лига            | GP | GS | MPG  | FG%  | 3P%  | FT%  | RPG | APG | SPG | BPG | PPG |  |
| 2007/08                                                                                 | УНИКС                     | Кубок Европы    | 15 | 4  | 16,8 | 40,5 | 35,0 | 68,8 | 2,3 | 1,0 | 1,1 | 0,1 | 5,9 |  |
| 2008/09                                                                                 | ЦСКА                      | Евролига        | 5  | 0  | 9,3  | 61,5 | 50,0 | 0,0  | 1,2 | 0,2 | 0,2 | 0,0 | 4,0 |  |
| 2009/10                                                                                 | ЦСКА                      | Евролига        | 7  | 1  | 4,2  | 50,0 | 50,0 | 85,7 | 0,4 | 0,1 | 0,1 | 0,0 | 1,6 |  |
| 2011/12                                                                                 | Все клубы                 | Все лиги        | 41 | 20 | 24,9 | 32,7 | 26,2 | 75,0 | 2,7 | 1,2 | 0,7 | 0,1 | 5,4 |  |
| 2011/12                                                                                 | Спартак (Санкт-Петербург) | ПБЛ             | 17 | 12 | 26,0 | 28,8 | 23,4 | 80,0 | 2,5 | 1,1 | 0,6 | 0,2 | 5,8 |  |
| 2011/12                                                                                 | Спартак (Санкт-Петербург) | Кубок Европы    | 16 | 6  | 23,9 | 35,4 | 29,8 | 82,4 | 3,2 | 1,5 | 0,7 | 0,1 | 5,3 |  |
| 2011/12                                                                                 | Спартак (Санкт-Петербург) | Единая лига ВТБ | 8  | 2  | 24,3 | 37,8 | 26,3 | 53,8 | 1,9 | 1,1 | 0,8 | 0,0 | 5,0 |  |
| 2013/14                                                                                 | Все клубы                 | Все лиги        | 19 | 12 | 23,3 | 38,2 | 26,7 | 47,6 | 3,5 | 0,9 | 0,7 | 0,1 | 6,3 |  |
| 2013/14                                                                                 | Красные крылья            | Единая лига ВТБ | 11 | 7  | 24,3 | 35,8 | 25,8 | 46,7 | 3,8 | 0,7 | 0,9 | 0,1 | 5,7 |  |
| 2013/14                                                                                 | Красные крылья            | Кубок вызова    | 8  | 5  | 21,9 | 41,1 | 27,6 | 50,0 | 3,1 | 1,1 | 0,5 | 0,0 | 7,1 |  |
|                                                                                         |                           | Всего           | 87 | 37 | 20,6 | 36,7 | 28,8 | 69,2 | 2,5 | 1,0 | 0,7 | 0,1 | 5,3 |  |
| Наведите курсор мыши на аббревиатуры в заголовке таблицы, чтобы прочесть их расшифровку |                           |                 |    |    |      |      |      |      |     |     |     |     |     |  |